# August von Preußen (1779–1843)

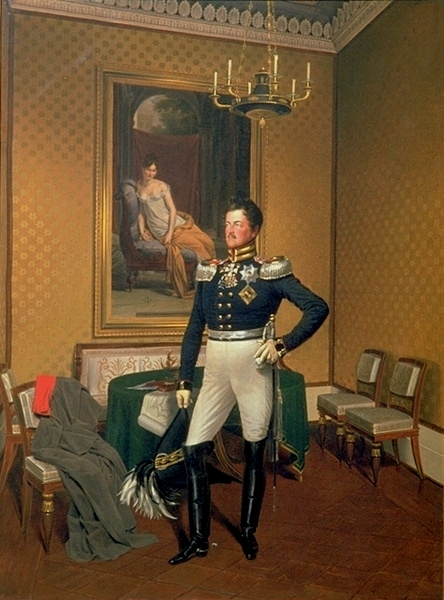
August von Preußen vor François Gérards Porträt der Madame Récamier, Gemälde von Franz Krüger, um 1835, Alte Nationalgalerie

Prinz Friedrich Wilhelm Heinrich August von Preußen (* 19. September 1779 in Friedrichsfelde; † 19. Juli 1843 in Bromberg) war ein preußischer General der Infanterie sowie Generalinspekteur und Chef der Artillerie.

## Leben
August war der jüngste Sohn des Prinzen Ferdinand von Preußen und dessen Ehefrau Anna Elisabeth Luise von Brandenburg-Schwedt sowie ein Neffe von König Friedrich II.
August von Preußen wurde mit 18 Jahren als Kapitän im Infanterieregiment „von Larisch“ der Preußischen Armee angestellt. Nach seiner Beförderung zum Major 1800 wurde er drei Jahre später in das Infanterieregiment „von Arnim“ versetzt und übernahm dort das Grenadierbataillon. August war der erste, der die Mangelhaftigkeit des damaligen Schützensystems erkannte und das ganze dritte Glied bereits zum Tirailleurdienst ausbildete. Im September 1806 rückte er als Oberstleutnant an der Spitze seines Bataillons nach Thüringen, wo er an der unglücklichen Schlacht bei Auerstedt teilnahm. Im Treffen bei Prenzlau gefangen, wurde er mit seinem langjährigen Adjudanten Carl von Clausewitz nach Frankreich gebracht. In Nancy, Soissons und Paris, wo sie den Großteil ihrer angenehmen Gefangenschaft mit einem regen Sozialleben zubrachten, sagte man vom Prinzen: „il est vaillant, beau, aimable, très galant et très beschwingt“ (er ist tapfer, hübsch, liebenswert, sehr galant und sehr anmutig). Beide kehrten erst nach dem Friedensschluss Ende Oktober 1807 nach Berlin zurück. Dort folgte am 11. November 1807 seine Beförderung zum Generalmajor.
Im März 1808 ging er nach Königsberg, wo ihn der König am 8. August im Rang eines Brigadegenerals zum Generalinspekteur der gesamten Artillerie sowie zum Chef des ostpreußischen Artillerieregiments ernannte. Der Prinz begann nun die Reorganisation der Artillerie mit dem General von Scharnhorst und war zur Ausführung dieses wichtigen Geschäfts bis 1813 äußerst tätig. Gleichzeitig hatte er ab 18. August 1809 auch das Kommando über die bei Frankfurt (Oder) zusammengezogenen Truppen. Diese bestanden aus dem Regiment Garde, dem westpreußischen Grenadierbataillon, dem 1. Westpreußischen und dem Neumärkischen Dragonerregiment sowie einer reitenden Batterie aus Berlin.
Am Feldzug 1813/15 nahm Prinz August zunächst als Generalleutnant (seit 14. März 1813) teil und bewährte sich zunächst in der Schlacht bei Großgörschen, wofür er mit dem Eisernen Kreuz II. Klasse ausgezeichnet wurde. Er übernahm dann am 16. August 1813 die 12. Brigade im II. Armee-Korps und kämpfte bei Dresden, Kulm, Leipzig, Vauchamps und Champaubert. Nachdem er den Winter 1814/15 auf dem Kongress in Wien zugebracht hatte, wurde ihm im Juni 1815 der Belagerungskrieg im nördlichen Frankreich übertragen. Nach seiner am 30. Mai 1814 erfolgten Beförderung zum General der Infanterie wurde August am 30. Juni 1815 Kommandierender General des II. Armee-Korps.

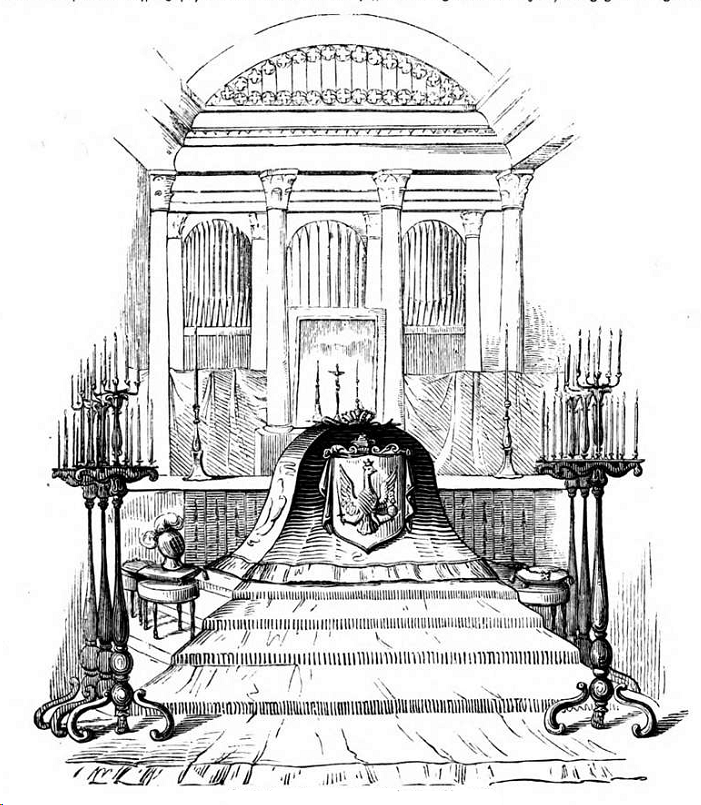
Der Katafalk des Prinzen August

Nach dem Frieden kehrte er nach Berlin zurück. Die Umstrukturierung der Artillerie wurde nun in großem Umfang wieder aufgenommen und auch das geistige und wissenschaftliche Element der Bildung des Offizierkorps nicht aus den Augen gelassen. August von Preußen unterstützte deshalb gezielt den Chef des Ingenieurkorps, den Generalleutnant Gustav von Rauch, beim Aufbau der Vereinigten Artillerie- und Ingenieurschule, eine der Vorgängereinrichtungen der Technischen Universität Berlin. Von 1816 an inspizierte der Prinz 27 Jahre lang alljährlich die verschiedenen Brigaden, und auf einer solchen Reise ereilte ihn am 19. Juli 1843 in Bromberg der Tod. Er wurde am 29. Juli im Berliner Dom bei Gesang des Königlichen Hof- und Domchores beigesetzt.
Der Prinz war einer der reichsten Grundbesitzer des preußischen Staates. 1813 hatte er von seinem Vater das Schloss Rheinsberg geerbt, das ab 1819 neben Berlin zum Hauptwohnsitz wurde. Der größte Teil seiner Besitzungen fiel an die königliche Familie zurück, da er nur illegitime Kinder hinterließ; ein kleiner Teil kam an das fürstlich Radziwillsche Haus, da des Prinzen Schwester Luise den Fürsten Anton Radziwiłł geheiratet hatte.
Die Auguststraße in Berlin ist nach ihm benannt.

## Privatleben und Nachkommen
Aus seiner ersten, nicht ehelichen Verbindung mit Karoline Friederike Wichmann in den Jahren von etwa 1805 bis 1817 hatte Prinz August vier illegitime Kinder; Mutter und Kinder erhielten den preußischen Adel mit dem Namen „von Waldenburg“.
- Eduard (* 24. Mai 1807; † 17. Februar 1882)[3] ⚭ 1834 Orlinda von Klitzing (* 1. Mai 1817; † 2. August 1902)
- Frederike Auguste Eveline (* 19. November 1803; † 17. September 1848)[4]
- Friederike Auguste Emilie (* 10. Juni 1815; † 2. Dezember 1893)
- Auguste Friederike Mathilde (* 7. November 1817; † 25. Dezember 1884)

Aus der zweiten Verbindung mit Auguste Arend von etwa 1818 bis zu ihrem Tod 1834 hatte er sieben Kinder; sie wurden unter dem Namen „von Prillwitz“ ebenfalls in den preußischen Adelsstand erhoben.
- August Ludwig Ferdinand (* 10. Januar 1825; † 25. Februar 1849)
- Ferdinand Ludwig August (* 13. Juli 1828; † 27. Mai 1835)
- Friedrich Wilhelm August Ludwig (* 23. Juli 1829 † 31. Mai 1894) ⚭ 1857 Gräfin Georgine Marie Elisabeth Eugenie von Moltke (* 23. Dezember 1835; † 7. Januar 1899)
- Luise Auguste Malwine (* 10. Juni 1819; † 3. November 1888)

⚭ Cäsar von Dachröden (1808–1882), Kammerherr und Hofmarschall in Mecklenburg-Strelitz
⚭ N.N. von la Ville
- Luise Auguste Elisabeth  (* 23. Juni 1827; † 22. Dezember 1854) ⚭ Graf Harry Karl Kurd Eduard von Arnim (* 3. Oktober 1824; † 19. Mai 1881)
- Marie Auguste Luise (* 3. September 1830; † 1. Mai 1831)
- Klara Auguste Luise  (* 21. Oktober 1831; † 24. Juli 1883) ⚭  Gustav von Arnim (* 29. Mai 1820; † 2. August 1904)

## Belege und Anmerkungen
1. ↑  Zum Bild siehe Max Osborn: „Franz Krüger“. Velhagen und Klasing, Bielefeld, Leipzig 1910, Abb. 15 (nach S. 16), Text S. 36.
2. ↑  Carl von Clausewitz: Karl und Marie von Clausewitz: Ein Lebensbild in Briefen und Tagebuchblättern. Hrsg.: Karl Linnenbach. Martin Warneck, Berlin 1917, S. 93.
3. ↑  Stammreihen. Genealogien des Adels. Auswahl adeliger Stammreihen 1648-1918., Hrsg. Jens Kästner-Brandes, Wildenfels. 2024.
4. ↑  Neuer Nekrolog der Deutschen. 27. Jahrgang, 1849, 1. Theil, Bernh. Friedr. Voigt, Weimar 1851, S. 25. Digitalisat

| Personendaten    | Personendaten                                 |
| ---------------- | --------------------------------------------- |
| NAME             | August von Preußen                            |
| ALTERNATIVNAMEN  | Friedrich Wilhelm Heinrich August von Preußen |
| KURZBESCHREIBUNG | preußischer Prinz, General der Infanterie     |
| GEBURTSDATUM     | 19. September 1779                            |
| GEBURTSORT       | Friedrichsfelde                               |
| STERBEDATUM      | 19. Juli 1843                                 |
| STERBEORT        | Bromberg                                      |